# Lista över fornlämningar i Kristianstads kommun (Lyngsjö)
Lista över fornlämningar i Kristianstads kommun (Lyngsjö) är en förteckning av ett urval av de fornlämningar som finns i Lyngsjö i Kristianstads kommun.
| Namn                            | Lämningstyp             | Tillkomsttid | Historisk indelning | Plats | Läge                 | ID-nr          | Bild                                 |
| ------------------------------- | ----------------------- | ------------ | ------------------- | ----- | -------------------- | -------------- | ------------------------------------ |
| Lyngsjö 1:1                     | Hög                     |              | Lyngsjö, Skåne      |       | 55.931510, 14.053123 | 10108500010001 | Ladda upp en bild av detta fornminne |
| Lyngsjö 1:2                     | Hög                     |              | Lyngsjö, Skåne      |       | 55.931474, 14.052392 | 10108500010002 | Ladda upp en bild av detta fornminne |
| Lyngsjö 2:1                     | Hög                     |              | Lyngsjö, Skåne      |       | 55.930313, 14.054966 | 10108500020001 | Ladda upp en bild av detta fornminne |
| Lyngsjö 3:1                     | Hög                     |              | Lyngsjö, Skåne      |       | 55.934970, 14.049194 | 10108500030001 | Ladda upp en bild av detta fornminne |
| Lyngsjö 3:2                     | Hög                     |              | Lyngsjö, Skåne      |       | 55.935468, 14.049289 | 10108500030002 | Ladda upp en bild av detta fornminne |
| Lyngsjö 3:3                     | Hög                     |              | Lyngsjö, Skåne      |       | 55.934753, 14.048961 | 10108500030003 | Ladda upp en bild av detta fornminne |
| Lyngsjö 3:4                     | Hög                     |              | Lyngsjö, Skåne      |       | 55.934649, 14.048733 | 10108500030004 | Ladda upp en bild av detta fornminne |
| Lyngsjö 4:1                     | Hög                     |              | Lyngsjö, Skåne      |       | 55.916608, 13.999400 | 10108500040001 | Ladda upp en bild av detta fornminne |
| Lyngsjö 5:1                     | Hög                     |              | Lyngsjö, Skåne      |       | 55.911701, 14.001498 | 10108500050001 | Ladda upp en bild av detta fornminne |
| Lyngsjö 6:1                     | Hög                     |              | Lyngsjö, Skåne      |       | 55.912478, 14.002393 | 10108500060001 | Ladda upp en bild av detta fornminne |
| Stora Rör (Lyngsjö 7:1)         | Gravfält                |              | Lyngsjö, Skåne      |       | 55.921902, 14.005764 | 10108500070001 | Ladda upp en bild av detta fornminne |
| Snärjekull (1809) (Lyngsjö 8:1) | Gravfält                |              | Lyngsjö, Skåne      |       | 55.921051, 14.014071 | 10108500080001 | Ladda upp en bild av detta fornminne |
| Lyngsjö 12:1                    | Hög                     |              | Lyngsjö, Skåne      |       | 55.935835, 14.054140 | 10108500120001 | Ladda upp en bild av detta fornminne |
| Lyngsjö 12:2                    | Hög                     |              | Lyngsjö, Skåne      |       | 55.935858, 14.054510 | 10108500120002 | Ladda upp en bild av detta fornminne |
| Lyngsjö 13:1                    | Hög                     |              | Lyngsjö, Skåne      |       | 55.925774, 14.058536 | 10108500130001 | Ladda upp en bild av detta fornminne |
| Lyngsjö 14:1                    | Röse                    |              | Lyngsjö, Skåne      |       | 55.921309, 14.003946 | 10108500140001 | Ladda upp en bild av detta fornminne |
| Lyngsjö 16:1                    | Stenkrets               |              | Lyngsjö, Skåne      |       | 55.936334, 14.067016 | 10108500160001 | Ladda upp en bild av detta fornminne |
| Lyngsjö 17:1                    | Hög                     |              | Lyngsjö, Skåne      |       | 55.936789, 14.048374 | 10108500170001 | Ladda upp en bild av detta fornminne |
| Lyngsjö 18:1                    | Hög                     |              | Lyngsjö, Skåne      |       | 55.922656, 14.009732 | 10108500180001 | Ladda upp en bild av detta fornminne |
| Lyngsjö 27:1                    | Stensättning            |              | Lyngsjö, Skåne      |       | 55.912570, 13.999427 | 10108500270001 | Ladda upp en bild av detta fornminne |
| Lyngsjö 28:1                    | Stensättning            |              | Lyngsjö, Skåne      |       | 55.912423, 14.003194 | 10108500280001 | Ladda upp en bild av detta fornminne |
| Lyngsjö 29:1                    | Stensättning            |              | Lyngsjö, Skåne      |       | 55.911391, 14.003876 | 10108500290001 | Ladda upp en bild av detta fornminne |
| Lyngsjö 29:2                    | Stensättning            |              | Lyngsjö, Skåne      |       | 55.911219, 14.003927 | 10108500290002 | Ladda upp en bild av detta fornminne |
| Lyngsjö 52:1                    | Stensättning            |              | Lyngsjö, Skåne      |       | 55.920105, 14.040351 | 10108500520001 | Ladda upp en bild av detta fornminne |
| Lyngsjö 52:2                    | Stensättning            |              | Lyngsjö, Skåne      |       | 55.919877, 14.040081 | 10108500520002 | Ladda upp en bild av detta fornminne |
| Lyngsjö 52:3                    | Stensättning            |              | Lyngsjö, Skåne      |       | 55.919548, 14.040629 | 10108500520003 | Ladda upp en bild av detta fornminne |
| Lyngsjö 71:1                    | Hög                     |              | Lyngsjö, Skåne      |       | 55.935269, 14.091816 | 10108500710001 | Ladda upp en bild av detta fornminne |
| Lyngsjö 78:1                    | Grav- och boplatsområde |              | Lyngsjö, Skåne      |       | 55.935121, 14.066197 | 10108500780001 | Ladda upp en bild av detta fornminne |
| Gullhästabacken (Lyngsjö 80:1)  | Hög                     |              | Lyngsjö, Skåne      |       | 55.936641, 14.059963 | 10108500800001 | Ladda upp en bild av detta fornminne |
| Lyngsjö 102:1                   | Stensättning            |              | Lyngsjö, Skåne      |       | 55.922742, 14.004609 | 10108501020001 | Ladda upp en bild av detta fornminne |
| Lyngsjö 102:2                   | Stensättning            |              | Lyngsjö, Skåne      |       | 55.922553, 14.004741 | 10108501020002 | Ladda upp en bild av detta fornminne |
| Lyngsjö 102:3                   | Stensättning            |              | Lyngsjö, Skåne      |       | 55.922164, 14.004888 | 10108501020003 | Ladda upp en bild av detta fornminne |
| Lyngsjö 103:1                   | Stensättning            |              | Lyngsjö, Skåne      |       | 55.923252, 14.005415 | 10108501030001 | Ladda upp en bild av detta fornminne |
| Lyngsjö 106:1                   | Stensättning            |              | Lyngsjö, Skåne      |       | 55.920671, 14.006217 | 10108501060001 | Ladda upp en bild av detta fornminne |
| Lyngsjö 107:1                   | Hög                     |              | Lyngsjö, Skåne      |       | 55.921124, 14.008475 | 10108501070001 | Ladda upp en bild av detta fornminne |
| Lyngsjö 108:1                   | Stensättning            |              | Lyngsjö, Skåne      |       | 55.921593, 14.009817 | 10108501080001 | Ladda upp en bild av detta fornminne |
| Lyngsjö 109:1                   | Stensättning            |              | Lyngsjö, Skåne      |       | 55.922275, 14.012884 | 10108501090001 | Ladda upp en bild av detta fornminne |
| Lyngsjö 109:2                   | Stensättning            |              | Lyngsjö, Skåne      |       | 55.922559, 14.013023 | 10108501090002 | Ladda upp en bild av detta fornminne |
| Lyngsjö 109:3                   | Stensättning            |              | Lyngsjö, Skåne      |       | 55.922346, 14.013067 | 10108501090003 | Ladda upp en bild av detta fornminne |
| Lyngsjö 109:4                   | Stensättning            |              | Lyngsjö, Skåne      |       | 55.922777, 14.013231 | 10108501090004 | Ladda upp en bild av detta fornminne |
| Lyngsjö 110:1                   | Stensättning            |              | Lyngsjö, Skåne      |       | 55.921969, 14.012417 | 10108501100001 | Ladda upp en bild av detta fornminne |
| Lyngsjö 112:1                   | Hällristning            |              | Lyngsjö, Skåne      |       | 55.920259, 14.013486 | 10108501120001 | Ladda upp en bild av detta fornminne |
| Lyngsjö 115:1                   | Stensättning            |              | Lyngsjö, Skåne      |       | 55.918870, 14.006637 | 10108501150001 | Ladda upp en bild av detta fornminne |
| Lyngsjö 126:1                   | Hällristning            |              | Lyngsjö, Skåne      |       | 55.909807, 14.003367 | 10108501260001 | Ladda upp en bild av detta fornminne |
| Lyngsjö 127:1                   | Hällristning            |              | Lyngsjö, Skåne      |       | 55.910005, 14.005453 | 10108501270001 | Ladda upp en bild av detta fornminne |
| Lyngsjö 128:1                   | Hällristning            |              | Lyngsjö, Skåne      |       | 55.910330, 14.005177 | 10108501280001 | Ladda upp en bild av detta fornminne |
| Lyngsjö 130:1                   | Hällristning            |              | Lyngsjö, Skåne      |       | 55.910993, 14.004042 | 10108501300001 | Ladda upp en bild av detta fornminne |
| Lyngsjö 131:1                   | Hällristning            |              | Lyngsjö, Skåne      |       | 55.912040, 14.002368 | 10108501310001 | Ladda upp en bild av detta fornminne |